# Unità pastorale
Nella Chiesa cattolica si chiama unità pastorale un insieme di parrocchie vicine tra loro e affini per quanto riguarda il tipo di territorio (in montagna, in una grande città, nelle periferie) e le condizioni di vita degli abitanti (per esempio un insieme di piccole frazioni che gravitano tutte attorno ad un unico paese principale). 
Generalmente più unità pastorali sono inglobate in un vicariato della diocesi.
L'unità pastorale è usualmente guidata da un parroco moderatore.
Tante diocesi, in Italia come altrove, stanno sperimentando questo tipo di organizzazione pastorale per cercare di far fronte ad alcuni problemi:
- oggi la mobilità delle persone è molto ampia e i ristretti confini delle parrocchie hanno perso quasi del tutto il significato che avevano in passato almeno fino agli anni sessanta;
- è necessario unire le forze per coordinare meglio alcuni settori della vita pastorale, come ad esempio le attività della caritas, la formazione dei catechisti, la preparazione al matrimonio;
- il costante calo del numero dei preti rende necessario abbandonare la formula tradizionale per cui in ogni parrocchia era presente un parroco residente; in molte unità pastorali i sacerdoti fanno vita comune in un'unica canonica, per poi andare a servire quotidianamente le diverse parrocchie situate nel territorio dell'unità pastorale.

Attualmente (a differenza di quanto accade per la parrocchia e per la diocesi) non esiste una formalizzazione giuridica delle unità pastorali, quindi ogni diocesi segue criteri propri per definire le proprie unità pastorali e stabilirne i compiti e le competenze. Non è neanche ben chiaro a cosa tenderà questo nuovo istituto: se a divenire una «super parrocchia» (una parrocchia che incorpori le vecchie) oppure una «mini pieve» (una pieve in miniatura, costituita da tre-quattro rettorie). Quest'ultima sembrerebbe la tendenza presa nella diocesi ambrosiana: avere un solo parroco generale con un proprio capitolo di sacerdoti reggenti ognuno dei quali avente responsabilità su una precisa parrocchia.
A seconda del modo di organizzare l'unità pastorale alcune diocesi utilizzano nomi diversi: così nell'arcidiocesi di Milano si usa l'espressione comunità pastorale in quanto ciascuna comunità dispone di più sacerdoti, nella diocesi di Asti si usa l'espressione unità parrocchiale per indicare le parrocchie affidate ad un solo parroco, mentre in quella di Novara si parla di unità pastorali missionarie per indicare l'impegno prioritario di una nuova evangelizzazione del territorio.
Questa organizzazione si sta diffondendo anche nelle Chiese protestanti. Nella Chiesa di Danimarca assumono il nome di Pastorat.